# Feuersteinfelder

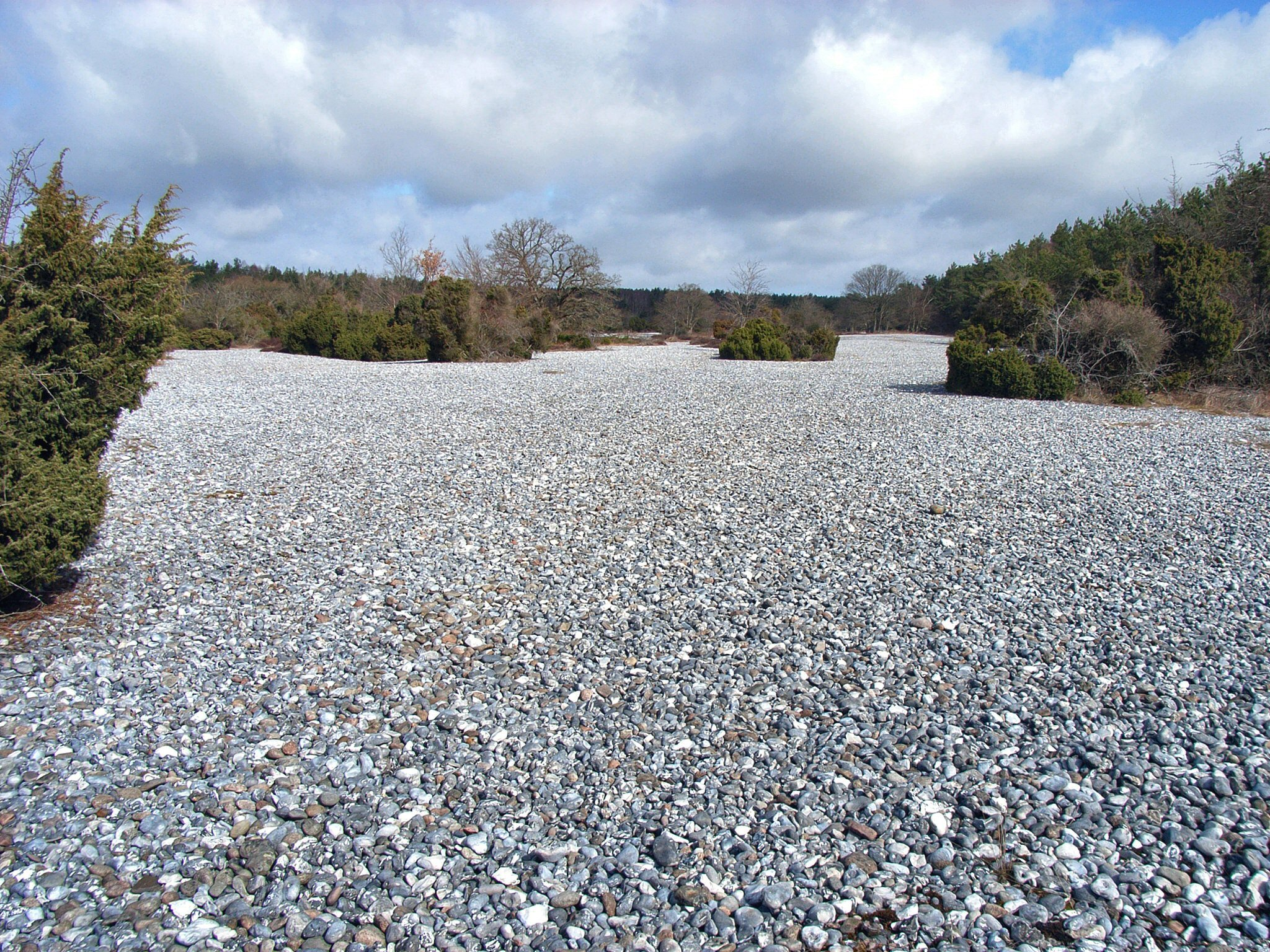
Die Rügener Feuersteinfelder: der südliche Teil

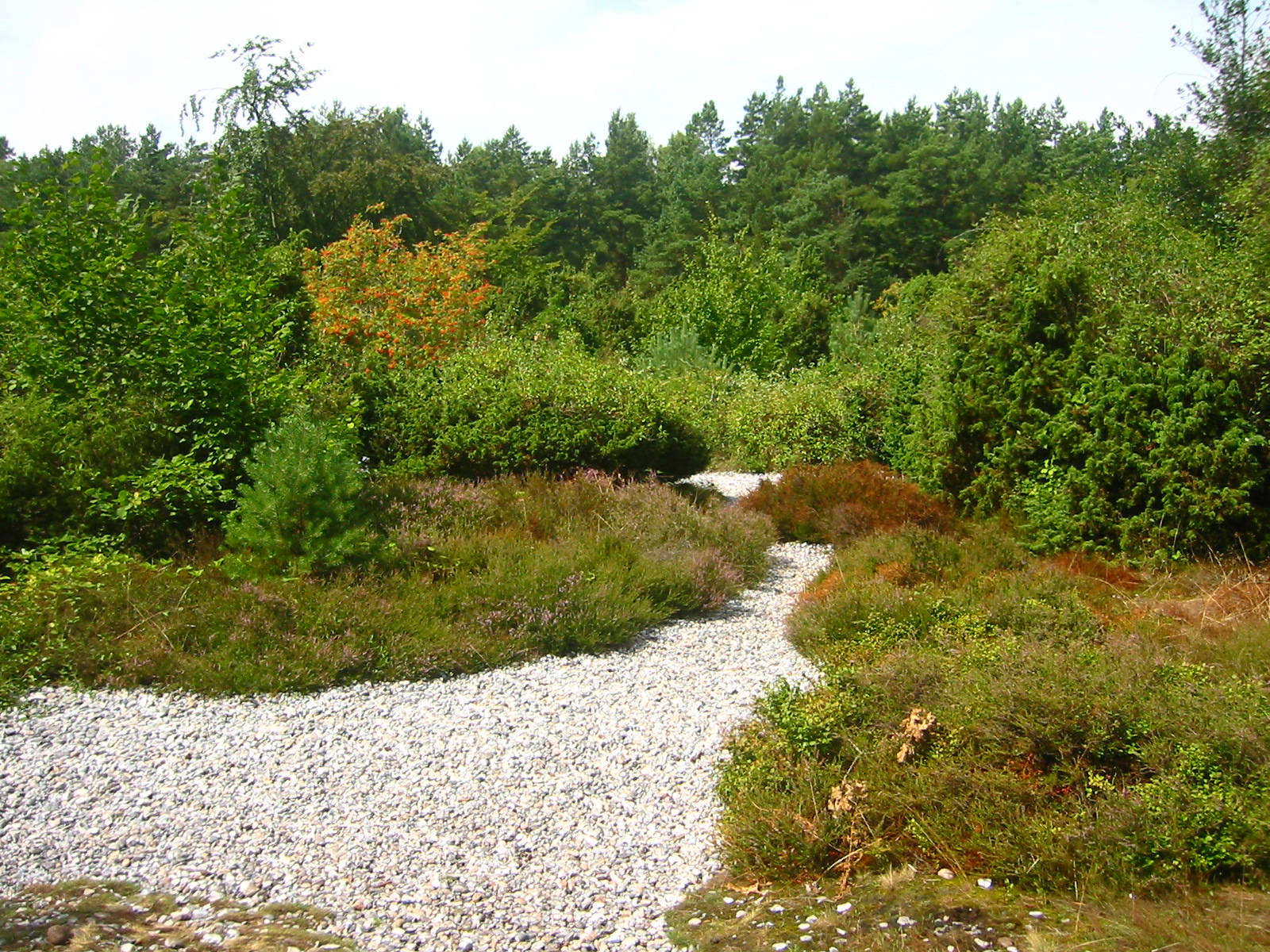
Dichtere Vegetation im nördlichen Teil der Rügener Feuersteinfelder

Feuersteinfelder sind Geröllfelder aus Feuerstein. Es handelt sich dabei um teils umgelagerte (resedimentierte) Verwitterungsrückstände feuersteinführender, meist jura- und kreidezeitlicher Kalksteine.
In Deutschland sind Feuersteinfelder in Aachen-Lousberg, Kleinkems, Schernfeld, Osterberg bei Pfünz, Baiersdorf, Abensberg-Arnhofen und Lengfeld sowie auf Rügen zu finden.

## Feuersteinfelder auf Rügen
Auf der Insel Rügen erstrecken sich Feuersteinfelder zwischen Mukran und Prora im Nordteil der Schmalen Heide (54° 27′ 59″ N, 13° 33′ 27″ O). Sie werden auch „Steinernes Meer“ genannt und nehmen eine Fläche von 40 ha (2000 m × 200 m) ein. Während einer Serie von Sturmfluten vor 3.500 bis 4.000 Jahren wurden die Steine, die im Laufe der Zeit aus dem Kreide-Kliff der Halbinsel Jasmund herausgewittert und sich zunächst am Fuß des Kliffes angesammelt hatten, an diesen Ort verfrachtet und abgelagert. Wegen der relativ hohen Mächtigkeit der unfruchtbaren Feuersteinablagerungen weisen diese bis heute nur spärlichen Bewuchs auf.
1840 wurde die Schmale Heide mit einem Kiefernwald bepflanzt, der heute die Feuersteinfelder eng umrahmt. Seit 1935, als das Gebiet unter Naturschutz gestellt wurde, konnten sich viele Bäume, Sträucher und weitere Pflanzenarten ungestört entwickeln. Dazu gehören unter anderem zwei Meter hoher Streifenfarn, Stechpalmen und besonders Wacholderbüsche. Bereits Mitte des 19. Jahrhunderts und zuletzt von Mitte der 1970er bis Anfang der 1990er Jahre wurde durch teilweise Einzäunung und Wildbesatz versucht, die 14 offenliegenden etwa 25 Meter breiten und einen Meter hohen Feuersteinwälle vor einer zu starken Entwicklung der Vegetation zu schützen.